# Le Mesnil-sur-Bulles
Le Mesnil-sur-Bulles ist eine französische Gemeinde mit 266 Einwohnern (Stand: 1. Januar 2022) im Département Oise in der Region Hauts-de-France (vor 2016 Picardie). Sie liegt im Arrondissement Clermont und ist Teil der Communauté de communes du Plateau Picard und des Kantons Saint-Just-en-Chaussée. Die Einwohner werden Mesnilois genannt.

## Geographie
Le Mesnil-sur-Bulles liegt etwa 25 Kilometer ostnordöstlich von Beauvais. Umgeben wird Le Mesnil-sur-Bulles von den Nachbargemeinden Nourard-le-Franc im Norden, Valescourt im Osten, Fournival im Südosten, Bulles im Süden sowie Le Plessier-sur-Bulles im Westen und Nordwesten.

## Einwohner
| 1962                      | 1968 | 1975 | 1982 | 1990 | 1999 | 2006 | 2013 |
| ------------------------- | ---- | ---- | ---- | ---- | ---- | ---- | ---- |
| 155                       | 156  | 147  | 151  | 137  | 184  | 243  | 245  |
| Quelle: Cassini und INSEE |      |      |      |      |      |      |      |

## Sehenswürdigkeiten
- Kirche Saint-Sébastien aus dem 19. Jahrhundert

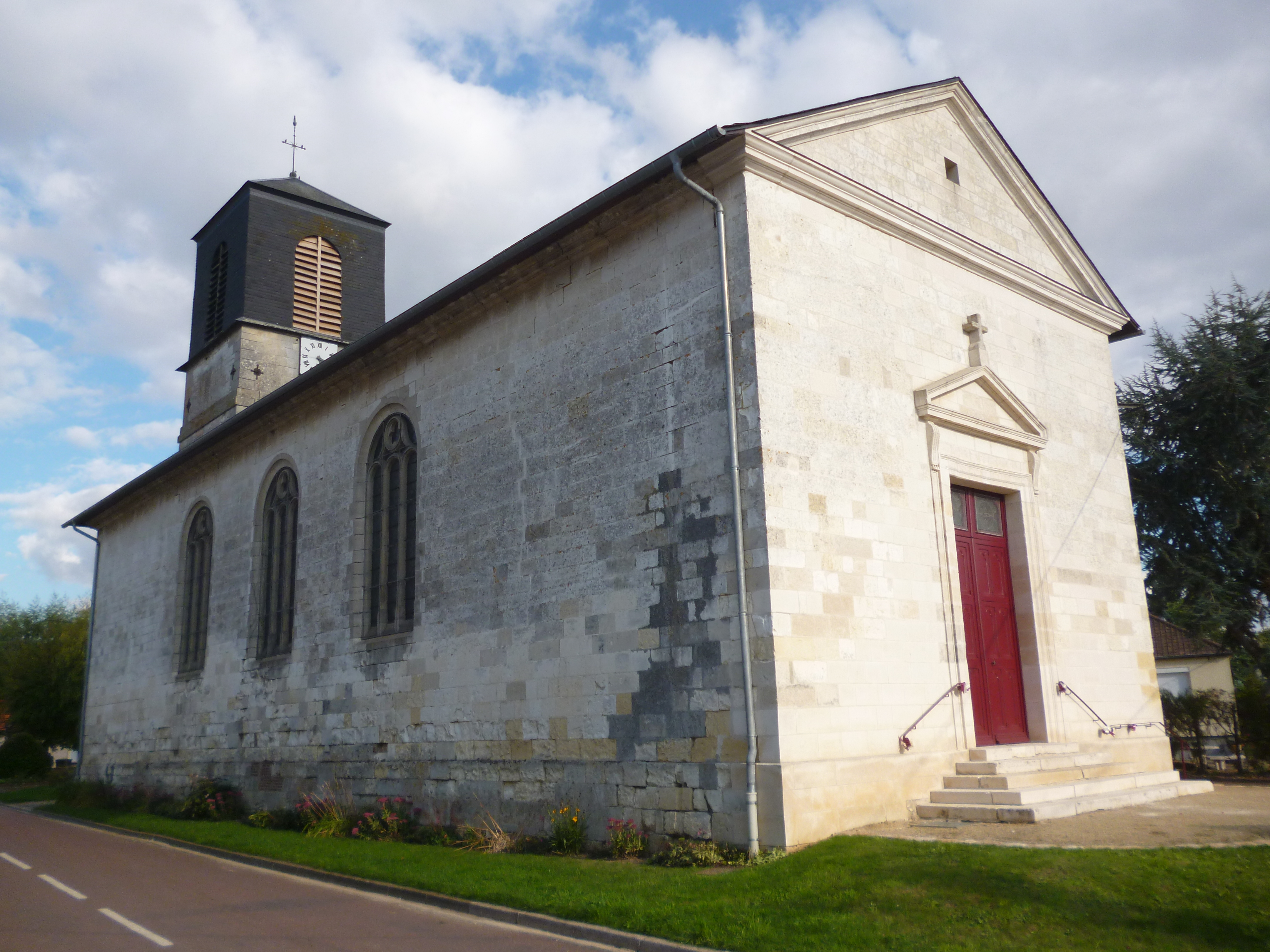
Kirche Saint-Sébastien